# Gary David Goldberg
Gary David Goldberg (Brooklyn, Nueva York, 25 de junio de 1944 - Montecito, California, 23 de junio de 2013) fue un escritor, productor de televisión y cine estadounidense. Goldberg fue conocido, sobre todo, por su trabajo en Family Ties (1982-89), Spin City (1996-2002), y su serie semiautobiográfica Brooklyn Bridge (El puente de Brooklyn; 1991-93).

## Formación
Gary David estudió en la Brandeis University en Waltham, Massachusetts, y en la San Diego State University, donde en última instancia decidió convertirse en escritor. En 1969, conoció a la mujer que se convertiría en su esposa, Diana Meehan. Fundaron y dirigieron un centro de cuidados diurnos en Berkeley, California, durante la década de 1970.

## Carrera
Gary comenzó su carrera en el mundo del espectáculo mientras vivía en Israel en 1972, consiguiendo el papel de Scooterman en el programa de enseñanza de idiomas The Adventures of Scooterman. Su primer "trabajo real", no delante de la cámara se produjo en 1976, cuando se convirtió en un escritor de The CBS Bob Newhart Show. Este fue seguido por The Show of Tony Randall y más tarde por Lou Grant de la CBS, para la cual fue también productor.
En 1981, formó su propia compañía, Ubu Productions (por el nombre de su perro). En 1982, creó la serie Family Ties que se emitió durante siete temporadas. Fue un éxito de crítica y audiencia, actualmente aún sigue siendo vista, y ayudó a lanzar la carrera de Michael J. Fox. La serie estaba basada en las experiencias que él compartió con su esposa y familia de padres hippies criando a sus hijos en la década de 1980. Más tarde fue productor de Brooklyn Bridge y Spin City. En 1989, produjo la película Dad con un reparto que incluía a Jack Lemmon, Ted Danson y Olympia Dukakis. Esta película fue seguida por Bye Bye Love y de Must Love Dogs. Recibió diversos premios por su trabajo, entre ellos el Premio al mejor escritor de televisión del Festival de Cine de Austin en 2001.

## Controversia
Tracy Keenan Wynn y más de 150 escritores de televisión mayores de 40 años acudieron a los tribunales con AARP como co-asesor en una serie de 23 demandas colectivas de largo alcance que acusan a la industria televisiva de Hollywood  —redes, estudios, agencias de talentos y empresas de producción— de discriminación por edad. La frase más famosa entre las personas citadas en el caso la pronunció Gary David Goldberg cuando dijo a la revista TV Guide que su programa «no tenía escritores en plató con más de 29 años - por diseño».
El 6 de enero de 2009, el Tribunal Superior del Estado de California para el condado de Los Ángeles otorgó la aprobación final a un decreto de consentimiento resolviendo las reclamaciones contra la discriminación por edad declaradas contra los acusados International Creative Management, Inc. (MCI) y Broder Kurland Webb Agencia (BKW). El decreto de consentimiento llevó a cabo una completa aprobación de las reivindicaciones de clase, incluyendo todas las reclamaciones individuales fusionadas en los casos. Bajo los términos del decreto de consentimiento, los acusados ICM y BKW han pagado la suma de cuatro millones y medio de dólares (4.500.000 dólares) en un fondo de liquidación.